# Premier League (Belize)
La Belize Premier Football League (BPFL) è il campionato di calcio di massima serie del Belize.

## Squadre partecipanti
Stagione 2024-2025.
- Belmopan Bandits
- Port Layola
- Progresso
- San Pedro Pirates
- Verdes
- Wagiya

## Albo d'oro

### Interdistrict Championship
- 1969/70 :  San Joaquín
- 1976/77 :  Queen's Park Rangers
- 1978/79 :  Queen's Park Rangers

### BPFL (1991-97 BSFL, 1997-2003 BFL)
- 1991/92:  Nizhee Corozal
- 1992/93:  Acros
- 1993/94:  Nizhee Corozal
- 1994/95:  Acros Crystal
- 1995/96:  Juventus Orange Walk
- 1996/97:  Juventus Orange Walk
- 1997/98:  Juventus Orange Walk
- 1998/99:  Juventus Orange Walk
- 1999/00:  Sagitún
- 2000/01:  Kulture Yabra
- 2001/02:  Kulture Yabra

### FFB "A" Tournament
- 2002/03:  New Site Erei
- 2003/04:  Boca Juniors

### BPFL Regent Challenge Champions Cup (Campionato non ufficiale)
- 2002/03:  Sagitún
- 2003:  Kulture Yabra
- 2004:  Sagitún

### BPFL Riunita
- 2005:  Juventus Orange Walk
- 2005/06:  New Site Erei
- 2006:  New Site Erei

### RFG Insurance League
- 2006/07:  Belize
- 2007:  Belize
- 2007/08:  Verdes
- 2008/09:  Ilagulei
- 2009:  Nizhee Corozal
- 2009/10 (Apertura):  Belize Defence Force

### Caribbean Motors Cup
- 2009/10 (Clausura):  Belize Defence Force
- 2010/11 (Apertura):  Belize Defence Force

### Premier League
- 2012:  Placencia Assassins
- 2012/13 (Apertura):  Belmopan Bandits
- 2012/13 (Clausura):  Police Utd
- 2013/14 (Apertura):  Belmopan Bandits
- 2013/14 (Clausura):  Belmopan Bandits
- 2014/15 (Apertura):  Belmopan Bandits
- 2014/15 (Clausura):  Verdes
- 2015/16 (Apertura):  Police Utd
- 2015/16 (Clausura):  Belmopan Bandits
- 2016/17 (Apertura):  Belmopan Bandits
- 2016/17 (Clausura):  Belmopan Bandits
- 2017/18 (Apertura):  Verdes
- 2017/18 (Clausura):  Belmopan Bandits
- 2018/19 (Apertura):  Belmopan Bandits
- 2018/19 (Clausura):  San Pedro Pirates
- 2019/20 (Apertura):  Verdes
- 2019/20 (Clausura): Stagione abbandonata
- 2020/21: Campionato non disputato
- 2021/22: Campionato non disputato (rimpiazzato dalla FFB Top League Tournament)
- 2022/23 (Apertura):  Altitude
- 2022/23 (Clausura):  Verdes
- 2023/24 (Apertura):  Altitude
- 2023/24 (Clausura):  Port Layola
- 2024/25 (Apertura):  Port Layola
- 2024/25 (Clausura):  Verdes

## Titoli per squadra
| Club                 | Campione | Anno                                                                                     |
| -------------------- | -------- | ---------------------------------------------------------------------------------------- |
| Belmopan Bandits     | 9        | 2013 (A), 2014 (A), 2014 (C), 2015 (A), 2016 (C), 2017 (A), 2017 (C), 2018 (C), 2019 (A) |
| Verdes               | 6        | 2007/08, 2015 (C), 2018 (A), 2020 (A), 2023 (C), 2025 (C)                                |
| Juventus Orange Walk | 5        | 1995/96, 1996/97, 1997/98, 1998/99, 2005                                                 |
| Kulture Yabra        | 3        | 2000/01, 2001/02, 2003                                                                   |
| Sagitún              | 3        | 1999/00, 2002/03, 2004                                                                   |
| New Site Erei        | 3        | 2002/03, 2005/06, 2006                                                                   |
| Nizhee Corozal       | 3        | 1991/92, 1993/1994, 2009                                                                 |
| Belize Defence Force | 3        | 2010 (A), 2010 (C), 2011 (A)                                                             |
| Queen's Park Rangers | 2        | 1976/77, 1978/79                                                                         |
| Belize               | 2        | 2006/07, 2007                                                                            |
| Altitude             | 2        | 2023 (A), 2024 (A)                                                                       |
| Police Utd           | 2        | 2013 (C), 2016 (A)                                                                       |
| Port Layola          | 2        | 2024 (C), 2025 (A)                                                                       |
| San Joaquín          | 1        | 1969/70                                                                                  |
| Acros                | 1        | 1992/93                                                                                  |
| Acros Crystal        | 1        | 1994/95                                                                                  |
| Boca Juniors         | 1        | 2003/04                                                                                  |
| Ilagulei             | 1        | 2008/09                                                                                  |
| Placencia Assassins  | 1        | 2012                                                                                     |
| San Pedro Pirates    | 1        | 2019 (C)                                                                                 |